# Бессонов, Николай Николаевич (врач)
Никола́й Никола́евич Бессо́нов (Безсо́нов) (1871—1941) — русский военный врач.

## Биография
Родился 3 (15) января 1871 года в семье коллежского асессора Николая Матвеевича Безсонова (1825—1895); мать — Софья Фёдоровна.
С 1880 по 1889 год учился в филологической гимназии при Санкт-Петербургском историко-филологическом институте.
В 1894 году со званием «лекаря с отличием» окончил Военно-медицинскую академию. Начал службу младшим врачом в Керченском военном лазарете. В 1897 году был переведён ординатором в Иркутский военный госпиталь; в 1910—1916 годах был помощником главного врача госпиталя. Защитив диссертацию, в 1903 году получил степень доктора медицины. Во время Русско-японской войны, был старшим врачом 6-го Енисейского Сибирского пехотного полка; полковник. Был награждён орденом Св. Станислава 3-й степени.
В 1918 году вышел в отставку по болезни и стал гражданским врачом. С 1920 года работал в клиническом военном госпитале; затем в разное время был врачом на Забайкальской железной дороге, в Котельниковской амбулатории; разъездной врач, позднее консультант центральной амбулатории; врач-терапевт поликлиники УНКВД. Занимался частной практикой по глазным и внутренним болезням. Одновременно, он преподавал частную патологию, хирургию, терапию, фармакологию в Военно-фельдшерской школе и других учебных заведениях Иркутска, вёл практические занятия по различным медицинским дисциплинам. В марте 1935 года в центральной поликлинике Иркутска, в связи с 40-летнем юбилеем службы, он был награждён именными серебряными карманными часами, почётной грамотой Иркутского горсовета и премией в 1000 рублей.
Умер в декабре 1941 года. Похоронен на Лисихинском кладбище.

## Семья
Женился на Варваре Болеславовне Шостакович. У них было 7 детей.
Второй брак — с Анной Викторовной Гейбович (1882—?).